# 620-talet f.Kr.

## Händelser
- 628 f.Kr. – Staden Selinus på Sicilien grundas som en dotterstad till den grekiska staden Megara Hyblaia på östra sidan av ön.
- 627 f.Kr.
  - Den antika staden Epidamnos grundas på Adriatiska havets östsida.
  - Assurbanipal efterträds som kung av Assyrien av Assur-etel-ilani (omkring detta år).
- 626 f.Kr. – Nabopolassar gör uppror mot Assyrien och grundar det Nybabyloniska riket.
- 625 f.Kr. – Meder och babylonier säkrar sin självständighet från Assyrien och anfaller Nineveh (omkring detta år).
- 623 f.Kr. – Sin-shar-ishkun efterträder sin bror Assur-etel-ilani som kung av Assyrien (omkring detta år).
- 622 eller 621 f.Kr. – Texten till Femte Moseboken hittas i Jerusalems tempel.

## Födda
- 625 f.Kr. – Thales från Miletos, grekisk filosof.
- 620 f.Kr. – Aisopos, grekisk fabeldiktare.

## Avlidna
- 627 f.Kr. – Assurbanipal, kung av Assyrien (omkring detta år).